# Sistema Hutchinson
El sistema de taxonomía vegetal, el sistema Hutchinson fue publicado en
J. Hutchinson (dos vols., 1926–1934; 2ª ed. 1959; 3ª ed. 1973). The families of flowering plants, arranged according to a new system based on their probable phylogeny.
Aquí se muestra la clasificación de acuerdo a la 1ª Edición en 2 vols., 1926–1934, Volumen 1: Monocotyledonae y Volumen 2: Dicotyledonae.
Un criterio considerado importante en esta clasificación es el hábitat de la planta: herbáceo o leñosa.
| - phylum Angiospermae 1 subphylum Monocotyledons 1 divisio Calyciferae ordo Butomales Hydrocharitaceae Butomaceae ordo Alismatales Alismataceae Scheuchzeriaceae Petrosaviaceae ordo Triuridales Triuridaceae ordo Juncaginales Juncaginaceae Lilaeaceae sin.: Heterostylaceae Posidoniaceae ordo Aponogetonales Aponogetonaceae Zosteraceae ordo Potamogetonales Potamogetonaceae Ruppiaceae ordo Najadales Zannichelliaceae Najadaceae ordo Commelinales Commelinaceae Flagellariaceae Mayacaceae ordo Xyridales Xyridaceae Rapateaceae ordo Eriocaulales Eriocaulaceae ordo Bromeliales Bromeliaceae ordo Zingiberales Musaceae Strelitziaceae Lowiaceae Zingiberaceae Cannaceae Marantaceae 2 divisio Corolliferae ordo Liliales Liliaceae Tecophilaeaceae Trilliaceae Pontederiaceae Smilacaceae Ruscaceae ordo Alstroemeriales Alstroemeriaceae Petermanniaceae Philesiaceae ordo Arales Araceae Lemnaceae ordo Typhales Sparganiaceae Typhaceae ordo Amaryllidales Amaryllidaceae ordo Iridales Iridaceae ordo Dioscoreales Stenomeridaceae Trichopodaceae Roxburghiaceae Dioscoreaceae ordo Agavales Xanthorrhoeaceae Agavaceae ordo Palmales Palmae ordo Pandanales Pandanaceae ordo Cyclanthales Cyclanthaceae ordo Haemodorales Haemodoraceae Hypoxidaceae Velloziaceae Apostasiaceae Taccaceae Philydraceae ordo Burmanniales Burmanniaceae Corsiaceae Thismiaceae ordo Orchidales Orchidaceae 3 divisio Glumiflorae ordo Juncales Juncaceae Thurniaceae Restionaceae Centrolepidaceae ordo Cyperales Cyperaceae ordo Graminales Gramineae 2 subphylum Dicotyledons 1 divisio Archychlamydeae ordo Magnoliales Magnoliaceae Winteraceae Schisandraceae como Schizandraceae [sic] Himantandraceae Lactoridaceae Trochodendraceae Cercidiphyllaceae ordo Annonales como Anonales [sic] Annonaceae como Anonaceae [sic] Eupomatiaceae ordo Laurales Monimiaceae Lauraceae Gomortegaceae Hernandiaceae Myristicaceae ordo Ranales Ranunculaceae Cabombaceae Ceratophyllaceae Nymphaeaceae ordo Berberidales Berberidaceae Circaeasteraceae Lardizabalaceae Sargentodoxaceae Menispermaceae ordo Aristolochiales Aristolochiaceae Cytinaceae sin.: Rafflesiaceae Hydnoraceae Nepenthaceae ordo Piperales Saururaceae Piperaceae Chloranthaceae Lacistemataceae ordo Rhoeadales Papaveraceae Fumariaceae ordo Loasales Loasaceae Turneraceae ordo Capparidales Capparaceae como Capparidaceae [sic] Moringaceae Tovariaceae ordo Cruciales Cruciferae ordo Violales Violaceae Resedaceae ordo Polygalales Polygalaceae Trigoniaceae Vochysiaceae ordo Saxifragales Crassulaceae Cephalotaceae Saxifragaceae ordo Sarraceniales Droseraceae Sarraceniaceae ordo Podostemonales Podostemaceae como Podostemonaceae [sic] Hydrostachyaceae ordo Caryophyllales Elatinaceae Caryophyllaceae Molluginaceae Ficoidaceae sin.: Aizoaceae Portulacaceae ordo Polygonales Polygonaceae Illecebraceae ordo Chenopodiales Phytolaccaceae Cynocrambaceae sin.: Theligonaceae Chenopodiaceae Bataceae como Batidaceae [sic] Amaranthaceae como Amarantaceae [sic] Basellaceae ordo Geraniales Linaceae Zygophyllaceae Geraniaceae Limnanthaceae Oxalidaceae Tropaeolaceae Balsaminaceae ordo Lythrales Lythraceae Crypteroniaceae Sonneratiaceae Punicaceae Oliniaceae Onagraceae Haloragaceae como Halorrhagaceae [sic] Callitrichaceae ordo Thymelaeales Thymelaeaceae Geissolomataceae Penaeaceae Nyctaginaceae ordo Proteales Proteaceae ordo Dilleniales Dilleniaceae Crossosomataceae ordo Coriariales Coriariaceae ordo Pittosporales Pittosporaceae Byblidaceae Tremandraceae ordo Bixales Bixaceae Cochlospermaceae Flacourtiaceae Samydaceae Canellaceae Cistaceae Frankeniaceae | - ordo Tamaricales Tamaricaceae Malesherbiaceae Fouquieriaceae como Fouquieraceae [sic] ordo Passiflorales Passifloraceae Achariaceae ordo Cucurbitales Cucurbitaceae Begoniaceae Datiscaceae Caricaceae ordo Cactales Cactaceae ordo Theales Theaceae Medusagynaceae Marcgraviaceae Caryocaraceae Actinidiaceae Saurauiaceae Ochnaceae Ancistrocladaceae Dipterocarpaceae Chlaenaceae sin.: Sarcolaenaceae ordo Myrtales Myrtaceae Lecythidaceae Melastomataceae como Melastomaceae [sic] Combretaceae Rhizophoraceae ordo Guttiferales Hypericaceae Eucryphiaceae Quiinaceae Guttiferae ordo Tiliales Scytopetalaceae Tiliaceae Gonystylaceae Sterculiaceae Bombacaceae ordo Malvales Malvaceae ordo Malpighiales Malpighiaceae Humiriaceae Erythroxylaceae ordo Euphorbiales Euphorbiaceae ordo Cunoniales Cunoniaceae Brunelliaceae Escalloniaceae Greyiaceae [descripción original de la familia] Grossulariaceae Hydrangeaceae ordo Rosales Rosaceae Chailletiaceae sin.: Dichapetalaceae Calycanthaceae ordo Leguminosae Mimosaceae Caesalpiniaceae Papilionaceae sin.: Fabaceae ordo Hamamelidales Bruniaceae Stachyuraceae Hamamelidaceae Eucommiaceae Myrothamnaceae Buxaceae Platanaceae ordo Salicales Salicaceae ordo Garryales Garryaceae ordo Leitneriales Leitneriaceae ordo Myricales Myricaceae ordo Balanopsidales Balanopaceae como Balanopsidaceae [sic] ordo Fagales Betulaceae Corylaceae Fagaceae ordo Casuarinales Casuarinaceae ordo Urticales Ulmaceae Barbeyaceae Moraceae Scyphostegiaceae [descripción original de la familia] Urticaceae Cannabaceae como Cannabinaceae [sic] ordo Celastrales Aquifoliaceae Empetraceae Celastraceae Corynocarpaceae Cyrillaceae Cneoraceae Pandaceae Hippocrateaceae Icacinaceae Salvadoraceae Stackhousiaceae ordo Olacales Olacaceae Opiliaceae ordo Santalales Octoknemaceae como Oktoknemataceae [sic] Loranthaceae Santalaceae Grubbiaceae Misodendraceae como Myzodendraceae [sic] Balanophoraceae ordo Rhamnales Rhamnaceae Elaeagnaceae Heteropyxidaceae Ampelidaceae sin.: Vitaceae ordo Rutales Rutaceae Simaroubaceae como Simarubaceae [sic] Burseraceae ordo Meliales Meliaceae ordo Sapindales Sapindaceae Akaniaceae Aceraceae Sabiaceae Melianthaceae Didiereaceae Staphyleaceae Anacardiaceae Connaraceae ordo Juglandales Juglandaceae Julianiaceae ordo Umbelliflorae Cornaceae Alangiaceae Nyssaceae Araliaceae Umbelliferae 2 divisio Metachlamydeae ordo Ericales Clethraceae Ericaceae Vacciniaceae Epacridaceae Monotropaceae Pyrolaceae Diapensiaceae Lennoaceae ordo Ebenales Ebenaceae Sapotaceae ordo Myrsinales Myrsinaceae ordo Styracales Styracaceae Symplocaceae Diclidantheraceae Lissocarpaceae ordo Loganiales Loganiaceae Oleaceae ordo Apocynales Apocynaceae Asclepiadaceae ordo Rubiales Rubiaceae Caprifoliaceae ordo Asterales Adoxaceae Valerianaceae Dipsacaceae Calyceraceae Compositae ordo Gentianales Gentianaceae ordo Primulales Primulaceae Plumbaginaceae ordo Plantaginales Plantaginaceae ordo Campanales Campanulaceae Lobeliaceae Goodeniaceae Stylidiaceae ordo Polemoniales Polemoniaceae Hydrophyllaceae ordo Boraginales Boraginaceae ordo Solanales Solanaceae Convolvulaceae ordo Personales Scrophulariaceae Orobanchaceae Lentibulariaceae Columelliaceae Gesneriaceae Bignoniaceae Pedaliaceae Acanthaceae ordo Lamiales Globulariaceae Myoporaceae Selaginaceae Verbenaceae Labiatae |

- Datos: Q3506078